# جام منطقه‌ای ایران ۱۳۵۰
جام منطقه‌ای ایران ۱۳۵۰ دومین دوره از لیگ فوتبال ایران بود که در سال ۱۳۵۰ به صورت رفت و برگشت در یک گروه برگزار شد و  پرسپولیس تهران در آن برای اولین بار به قهرمانی رسید. در این جام صفر صفر ایرانپاک و حسین کلانی از پرسپولیس مشترکاً آقای گل شدند. در پایان تیم پرسپولیس تهران به عنوان نماینده ایران به مسابقات باشگاهی قهرمانی آسیا ۱۹۷۲  معرفی شد.

## مرحله مقدماتی
۲۸ تیم برای این مسابقات اعلام آمادگی کردند و بازی‌های مرحله مقدماتی در چهار منطقه در شهرهای رشت، اصفهان، کرمانشاه و کرمان برگزار شد که از هر منطقه دو تیم به مرحله نهایی صعود کردند. ۸ تیم مرحله نهایی بصورت رفت و برگشت لیگ ۱۳۵۰ را برگزار کردند.

## برنامه بازیها

تصویری از برنامه بازی ها

## جدول رده‌بندی
| رده | تیم            | بازی | برد | مساوی | باخت | گل زده | گل خورده | تفاضل | امتیاز |
| --- | -------------- | ---- | --- | ----- | ---- | ------ | -------- | ----- | ------ |
| ۱   | پرسپولیس       | ۱۴   | ۱۳  | ۰     | ۱    | ۴۵     | ۶        | +۳۹   | ۲۶     |
| ۲   | پاس            | ۱۴   | ۱۲  | ۰     | ۲    | ۳۸     | ۶        | +۳۲   | ۲۴     |
| ۳   | تاج تهران      | ۱۴   | ۹   | ۰     | ۵    | ۲۹     | ۱۳       | +۱۶   | ۱۸     |
| ۴   | عقاب           | ۱۴   | ۷   | ۲     | ۵    | ۲۷     | ۱۷       | +۱۰   | ۱۶     |
| ۵   | سپاهان         | ۱۴   | ۴   | ۳     | ۷    | ۱۲     | ۱۸       | -۶    | ۱۱     |
| ۶   | تاج مسجدسلیمان | ۱۴   | ۳   | ۴     | ۷    | ۹      | ۲۶       | -۱۷   | ۱۰     |
| ۷   | جم آبادان      | ۱۴   | ۲   | ۳     | ۹    | ۱۱     | ۳۱       | -۲۰   | ۷      |
| ۸   | تاج نوشهر      | ۱۴   | ۰   | ۰     | ۱۴   | ۱      | ۵۰       | -۴۹   | ۰      |

## جدول گلزنان
| رتبه | نام           |    | باشگاه   |
| ---- | ------------- | -- | -------- |
| ۱    | حسین کلانی    | ۱۱ | پرسپولیس |
| ۱    | صفر ایرانپاک  | ۱۱ | پرسپولیس |
| ۲    | علی جباری     | ۱۰ | تاج      |
| ۳    | همایون بهزادی | ۸  | پرسپولیس |
| ۳    | غلام وفاخواه  | ۸  | عقاب     |
| ۳    | محمد صادقی    | ۸  | پاس      |